# کبوتر شکم‌اخرایی
کبوتر شکم‌اخرایی (نام علمی: Leptotila ochraceiventris) نام یک گونه از تیره کبوتر است.